# Scuola di Chicago (economia)
Con l'espressione Scuola di Chicago (Chicago School of Economics) si definisce una scuola di pensiero economica, elaborata da alcuni professori dell'Università di Chicago, basata su una descrizione delle istituzioni economiche pubbliche e private contemporanee, volta a promuovere inoltre ipotesi di riforme in senso liberale e liberista dell'economia. I maggiori esponenti della scuola sono i premi Nobel Milton Friedman e George Stigler.

## Storia
Formatasi negli anni '30, si sviluppò a partire dalla seconda metà degli anni 1950, sotto la guida di Milton Friedman. Dalla seconda metà degli anni 1970 si è avviata una terza fase della scuola di Chicago, dominata dalla nuova macroeconomia classica. Conta complessivamente negli anni 22 vincitori del premio Nobel per l'economia. 

### Chicago boys
I "Chicago boys" furono un gruppo di giovani economisti cileni formatisi presso l'Università di Chicago, nel 1970 circa, sotto l'egida di Milton Friedman e Arnold Harberger.
Successivamente furono assunti a metà degli anni settanta nell'amministrazione del ministero dell'economia del Cile, guidato dal tecnico José Piñera, durante il regime di Augusto Pinochet, e che portarono al cosiddetto "miracolo cileno".
Le politiche del ministero di Piñera si caratterizzarono per il processo di privatizzazione e liberalizzazione dell'economia del Paese, dopo le riforme collettiviste del governo socialista di Salvador Allende.
Fu varata inoltre un'importante riforma del sistema pensionistico, basata sulla liberalizzazione e privatizzazione del monopolio pubblico della previdenza pensionistica.
Tale sistema pensionistico è stato recentemente recepito da altri Paesi, anche europei.
La teoria dei Chicago boys è stata applicata per anni in tutto il mondo, soprattutto in quei Paesi che chiedevano prestiti al Fondo Monetario Internazionale.

### Reaganomics
Le loro teorie influenzarono e caratterizzarono le politiche economiche dei governi statunitensi del presidente Ronald Reagan e del governo inglese del primo ministro Margaret Thatcher nei primi anni '80.
La politica economica e fiscale statunitense di quegli anni è stata denominata  Reaganomics.

### La crisi del 2008
La crisi avviata negli ultimi giorni di settembre 2008, con gran parte delle Banche del mondo in procinto di fallire in mancanza della connivenza pubblica che aveva garantito la precedente formazione dei monopoli e con le borse di tutto il globo in caduta libera (Orso), che riducevano drasticamente il valore delle azioni e delle pensioni legate ai fondi di investimento, secondo alcuni critici dimostrerebbe la fragilità della teoria della Scuola di Chicago. A tali critiche è stato ribattuto che gli interventi distorsivi dello Stato hanno creato le condizioni per l'esplosione della bolla immobiliare e che la teoria dei mercati efficienti si limitava a parlare delle informazioni "disponibili" sul mercato.
Questa dottrina, fatta propria dal Fondo Monetario Internazionale, ha comportato per molti anni che ai paesi poveri fossero imposti tagli all'assistenzialismo ed alle spese parassitarie,  con l'avvio del risanamento dei conti pubblici, per evitare con l'aumento del costo del debito pubblico la bancarotta come la Spagna tra il 1880 e il 1900, e l'Argentina in anni recenti, e apertura al commercio estero e agli investimenti stranieri.
Nel 2008 ha iniziato a manifestarsi la crisi mondiale, partita proprio dagli Stati Uniti: il forte calo delle vendite nelle industrie statunitensi dell'automobile ha costretto (per mancanza di liquidità, dovuta al forte indebitamento delle banche e dei cittadini americani e alla loro impossibilità a spendere), a chiedere e ottenere, dal governo Bush, nel dicembre 2008, per evitare il fallimento, prestiti per 17 miliardi di dollari.
Il FMI, per contrastare le spinte deflattive dovute al drastico aggiustamento, il 21 dicembre 2008, per bocca del suo presidente, il socialista francese Dominique Strauss-Kahn, ha chiesto agli Stati di spendere, per stimolare l'economia, il 2% del PIL mondiale.

## Principi
Gli economisti della Scuola hanno una preferenza di fondo molto marcata per il libero mercato  (laissez-faire). La scuola di Chicago afferma che i mercati senza l'interferenza del governo produrranno i migliori risultati per la società (cioè i risultati più efficienti). 
Non esclude del tutto, in determinate situazioni, la legittimità e l'opportunità dell'intervento dello stato nell'economia. Sostiene che i consumatori sono meglio protetti dalla concorrenza, anche se è solo tra poche grandi aziende in un settore, ma preferisce lasciare che il mercato risolva un eventuale monopolio piuttosto che affidarsi all'intervento del governo, che può causare un danno maggiore all'efficienza. I principi della scuola di Chicago sono stati applicati a un'ampia varietà di aree, non solo le attività di mercato.
Il loro pensiero fa da ponte tra la scuola neoclassica e la scuola austriaca.
Gli insegnamenti della scuola di Chicago sono anche chiamati neoliberisti.